# Lycopus asper
Lycopus asper là một loài thực vật có hoa trong họ Hoa môi. Loài này được Greene mô tả khoa học đầu tiên năm 1898.

## Hình ảnh

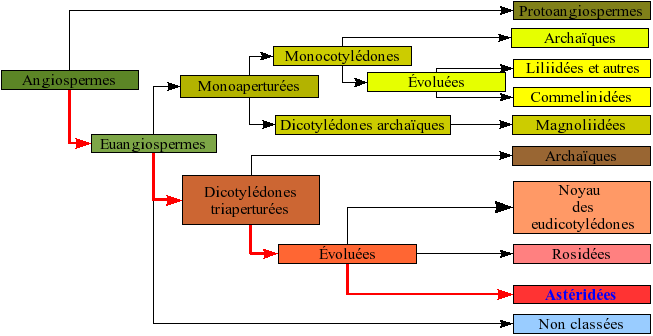
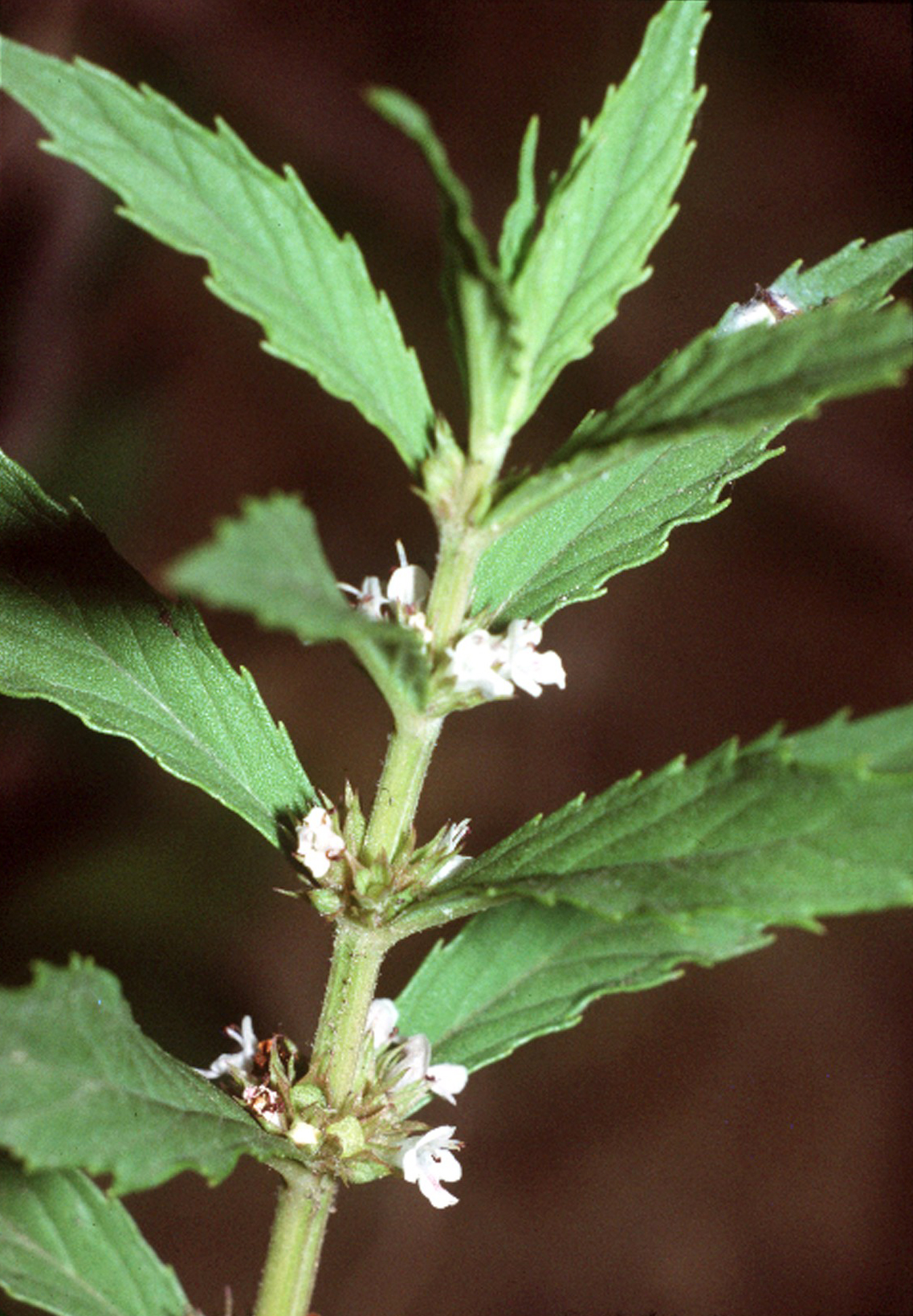
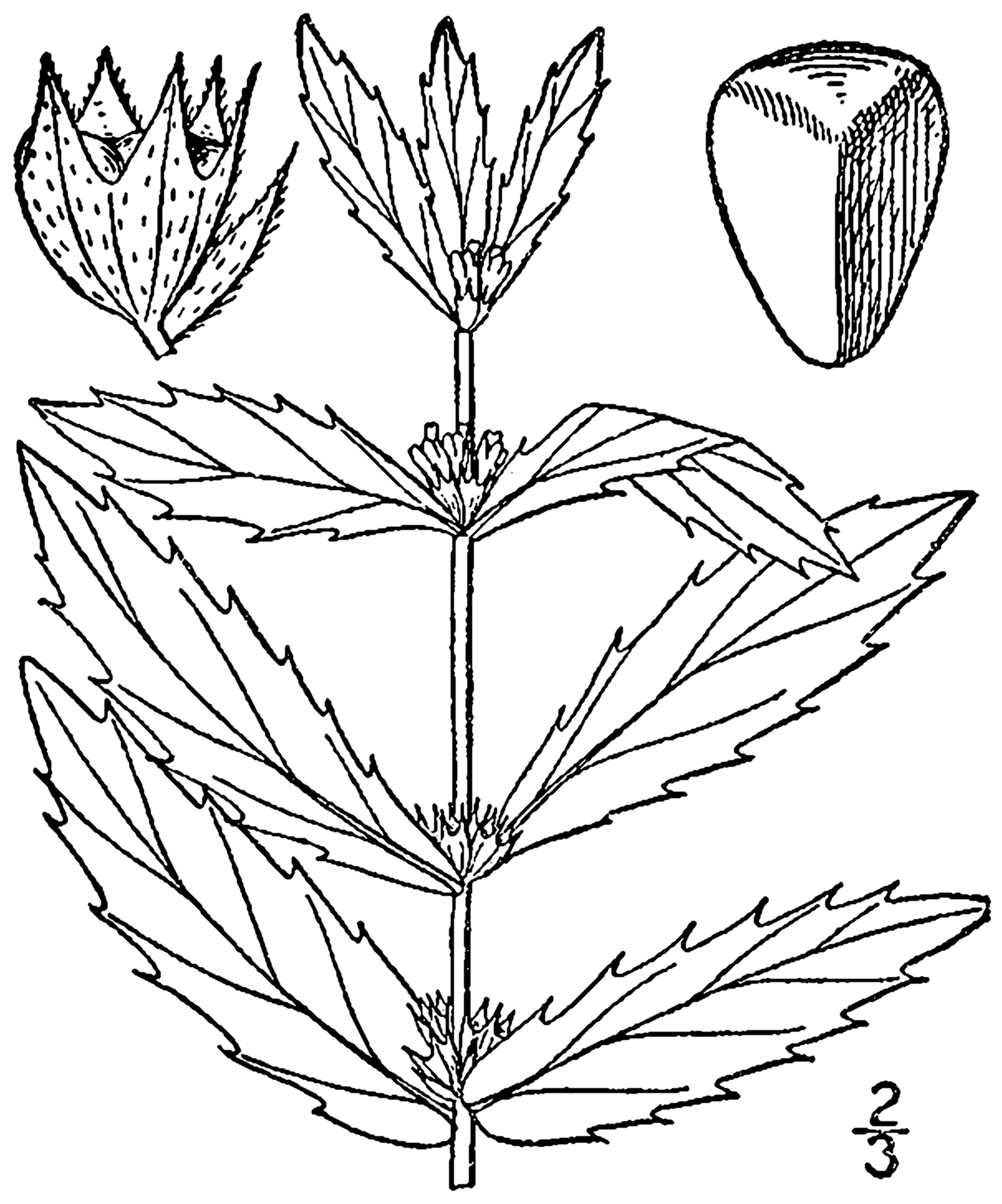
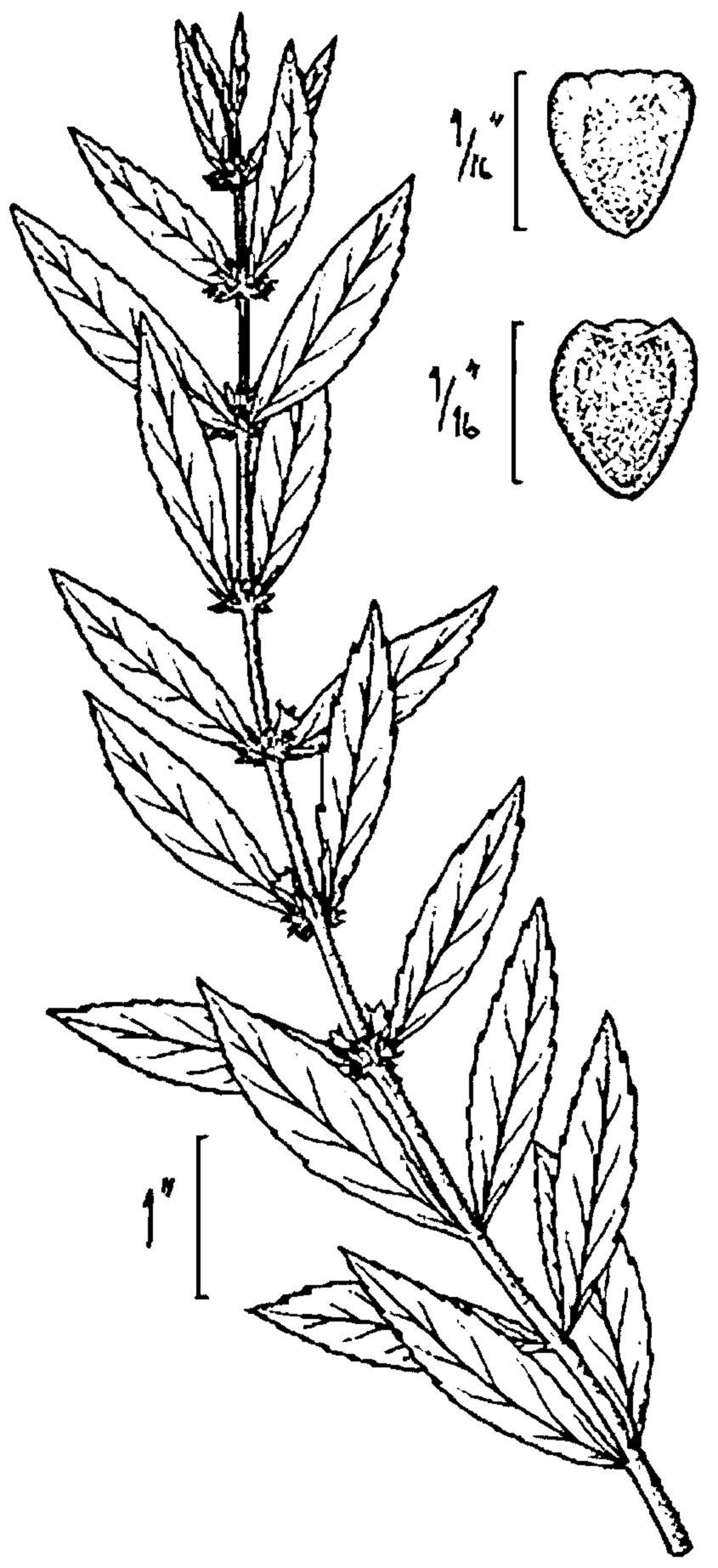